# Дуоденальное зондирование

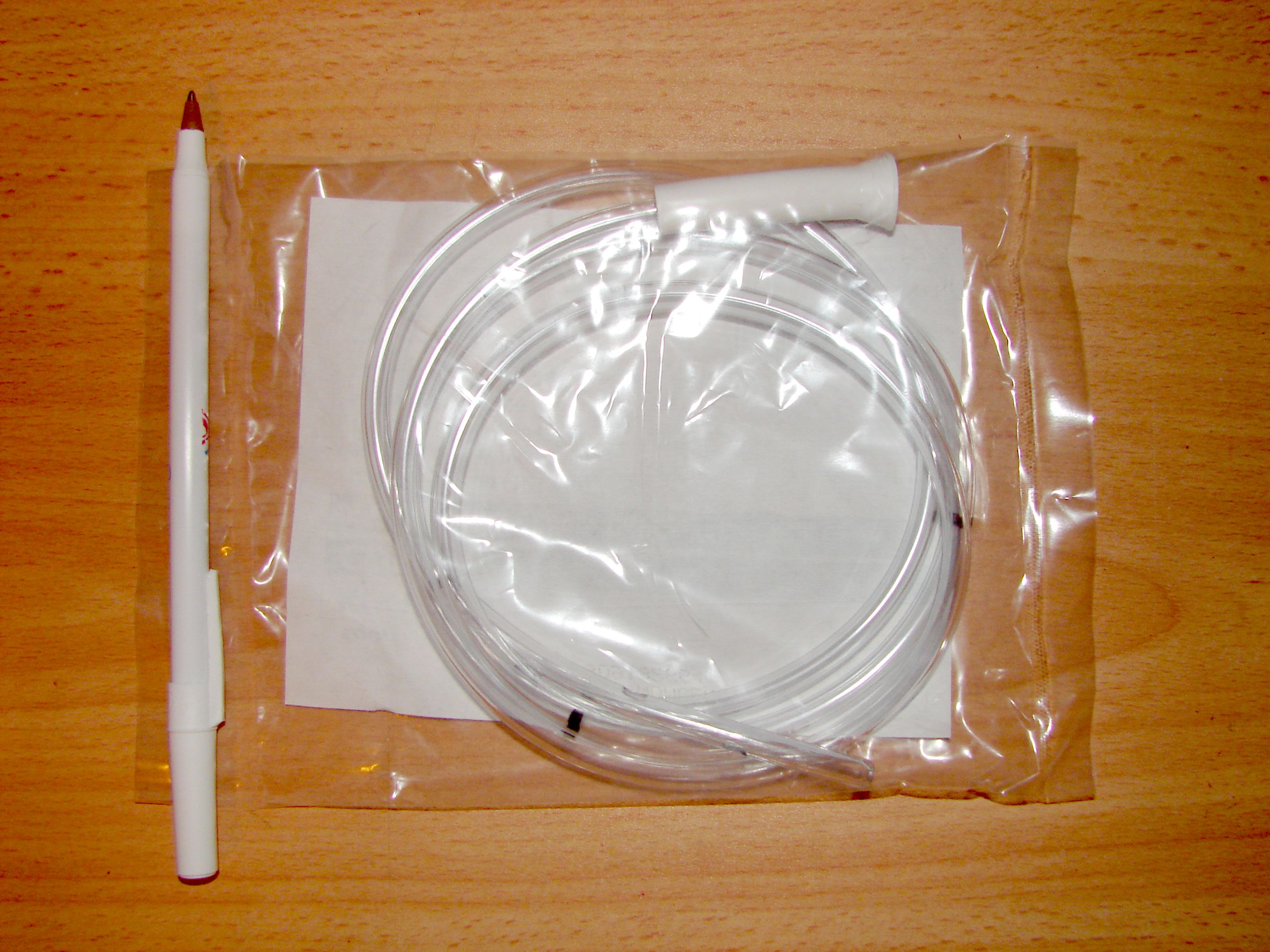
Зонд для аспирации желудочного и дуоденального содержимого (дуоденальный зонд Левина, длина зонда 121 см)

Дуодена́льное зонди́рование — метод, применяемый при заболеваниях печени и желчевыводящих путей с диагностическими и лечебными целями. Либо в двенадцатиперстную кишку, либо парентерально — вводят различные раздражители с целью стимуляции сокращений жёлчного пузыря и расслабления сфинктера общего жёлчного протока, что приводит к выходу жёлчи в двенадцатиперстную кишку. Выделившаяся жёлчь аспирируется через введённый в двенадцатиперстную кишку зонд.
Внутрь применяют такие раздражители как 30—50 мл тёплого 25 % раствора магния сульфата, 20 мл оливкового масла, 10 % раствор пептона, 10 % раствор натрия хлорида, 40 % раствор ксилита, 40 % раствор глюкозы и др. Парентерально применяют такие препараты как 2 мл питуитрина, 0,5—1 мг гистамина внутримышечно, атропин и др.
Зонд для дуоденального зондирования — резиновая трубка.
На данный момент практически всегда используется одноразовый зонд, который распечатывают при пациенте
```
Диаметр резинового зонда 3—5 мм, длина — 1,5 м. На его конце (том, что вводится в 
желудок
) укреплена полая металлическая олива с рядом отверстий. Размеры оливы 2x0,5 см. Метки на зонде: на расстоянии 40—45 см от оливы; на расстоянии 70 см, на расстоянии 80 см. Последняя метка ориентировочно соответствует расстоянию от зубов исследуемого до фатерова соска (
большого сосочка двенадцатиперстной кишки)
.
```

Подготовка зонда к исследованию: кипячение и охлаждение в кипячёной воде.
Дополнительное оборудование для исследования: зажим для зонда, штатив с пробирками, шприц вместимостью 20 мл, стерильные пробирки для посева, лоток.
Медикаменты: питуитрин, атропин, 25 % раствор магния сульфата, оливковое масло или другие раздражители секреции, 200 мл 2 % раствора гидрокарбоната натрия.
Подготовка пациента к исследованию: для облегчения взятия необходимых образцов, пациенту необходимо в течение дня за сутки до процедуры принимать желчегонные препараты, такие как, например, хофитол, или же травяной чай для сборы желчи. Перед сном принять таблетку Ношпы для снятия спазмов с желчевыводящих путей. Ужин — лёгкий; исключаются газообразующие продукты, такие как картофель, молоко, чёрный хлеб, свежие фрукты и овощи.

## Методика выполнения процедуры
1. Врач производит аэрозольную анестезию 10%-ым лидокаином мягкого неба или носовых ходов для облегчения ввода зонда.(практически никогда,трубка очень тонкая)
2. Далее происходит замер зонда от челюсти до пупка, после чего на него маркером наносится метка, покуда пациенту необходимо проглотить зонд.
3. Зонд на усмотрение врача вводится либо в положении сидя, либо стоя.
4. Оливу кладут пациенту глубоко за корень языка и постепенно вводят внутрь. Олива предположительно находится в желудке, если зонд дошел до первой метки. В случае появления позывов на рвоту — пациент должен зажать зонд губами и сделать несколько глубоких вздохов, после чего врач продолжает ввод зонда до необходимой отметки.
5. После попадания оливы в желудок пациента укладывают на правый бок, подложив валик (сверху которого — горячая грелка, завёрнутая в полотенце) на уровень нижних рёбер — подреберья.
6. Пациент должен продолжать медленно заглатывать зонд. Одновременно необходимо аспирировать содержимое желудка, что должно способствовать открытию привратника и переходу оливы в двенадцатиперстную кишку.
7. Чаще всего олива проходит в двенадцатиперстную кишку практчески сразу, в редких случаях через 1—2 часа во время периодического открытия привратника. В случае, если зонд свернулся в желудке — исследуемый оттягивает его до первой отметки, после чего опять медленно заглатывает. Для определения местоположения оливы можно использовать рентгеноскопию. Можно также применить такой метод: шприцем в зонд вводят воздух, если пациент ощущает клокотание — олива в желудке, если нет — в двенадцатиперстной кишке.
8. В случае задержки открытия привратника — ввести подкожно 1 мл 0,1 % раствора атропина, 2 мл 2 % раствора папаверина или дать выпить 100—200 мл 1 % раствора натрия гидрокарбоната, после чего на 10—15 минут закрыть зонд зажимом.
9. Порция А. Выделяется из зонда после попадания оливы в кишку. Для анализа — берут пробирку с самым прозрачным содержимым.
10. Для сбора порции B вводят один из раздражителей, после чего закрывают зонд на 5—10 минут, после чего выделяется тёмно-оливковая жёлчь — концентрированное содержимое жёлчного пузыря. Если этого не происходит, то через 15—20 минут повторяют введение раздражителя.
11. Порция C — выделяется после полного опорожнения желчного пузыря. Жидкость прозрачная, без примесей — это смесь желчи из внутрипечёночных желчных путей и кишечного сока.
12. После получения порции C зонд извлекают.
13. В случае, если пробу С взять не удалось, пациенту делают разовое промывание фурацилином или ромашкой, после чего зонд извлекают и обычно предлагают назначить повторный сеанс.